# Marco Annibulo
Marco Annibulo (fl. I secolo) è stato un politico romano, governatore della Giudea, secondo procuratore imperiale romano, sotto il regno di Augusto. Aveva l'autorità di condannare a morte.

## Biografia
Marco Annibulo rimase in carica dal 9 al 12 d.C., ma non ebbe molto successo. A quel tempo i governatori poco popolari rimanevano in carica al massimo per due o tre anni, anche se si impegnò a sedare alcuni movimenti di protesta in collaborazione, sia con il predecessore, Coponio che il successore, Annio Rufo. Coponio fu richiamato a Roma e rimpiazzato da Annibulo per ragioni ad oggi ignote. Ad Annibulo fu assegnato il titolo di Procurator Augusti, un titolo che venne assegnato in età imperiale romana ad agenti che operavano su mandato dell'imperatore. Annibulo nel corso della sua carica di governatore, coniava diverse monete di bronzo, così come fece Coponio, Annio Rufo, Valerio Grato e molti altri negli anni a venire. Su queste monete venivano raffigurate immagini dell'imperatore Augusto e simboli di diversi significati anche in ambito religioso.